# Gran Premi dels Estats Units del 1990
El Gran Premi dels Estats Units del 1990 es disputà al circuit urbà de Phoenix l'11 de març del 1990 com a Gran Premi dels Estats Units de Fórmula 1 de la Temporada 1990 de Fórmula 1.

## Resultats de la cursa
| Classificació final | No | Pilot              | Equip                   | Voltes | Temps/ Retirada                     | Posició de sortida | Punts |
| ------------------- | -- | ------------------ | ----------------------- | ------ | ----------------------------------- | ------------------ | ----- |
| 1                   | 27 | Ayrton Senna       | McLaren - Honda         | 72     | 1h 52' 32. 829                      | 5                  | 9     |
| 2                   | 4  | Jean Alesi         | Tyrrell - Ford          | 72     | + 8.685 s                           | 4                  | 6     |
| 3                   | 5  | Thierry Boutsen    | Williams - Renault      | 72     | + 54.080 s                          | 9                  | 4     |
| 4                   | 20 | Nelson Piquet      | Benetton - Ford         | 72     | + 1' 08.358 min.                    | 6                  | 3     |
| 5                   | 8  | Stefano Modena     | Brabham - Judd          | 72     | + 1' 09.503 min.                    | 10                 | 2     |
| 6                   | 3  | Satoru Nakajima    | Tyrrell - Ford          | 71     | + 1 Volta                           | 11                 | 1     |
| 7                   | 23 | Pierluigi Martini  | Minardi - Ford          | 71     | + 1 Volta                           | 2                  |       |
| 8                   | 29 | Éric Bernard       | Larrousse - Lamborghini | 71     | + 1 Volta                           | 15                 |       |
| 9                   | 6  | Riccardo Patrese   | Williams - Renault      | 71     | + 1 Volta                           | 12                 |       |
| 10                  | 9  | Michele Alboreto   | Arrows - Ford           | 70     | + 2 Voltes                          | 21                 |       |
| 11                  | 19 | Alessandro Nannini | Benetton - Ford         | 70     | + 2 Voltes                          | 22                 |       |
| 12                  | 10 | Bernd Schneider    | Arrows - Ford           | 70     | + 2 Voltes                          | 20                 |       |
| 13                  | 33 | Roberto Moreno     | Euro Brun - Judd        | 67     | + 5 Voltes                          | 16                 |       |
| 14                  | 15 | Mauricio Gugelmin  | Leyton House - Judd     | 66     | + 6 Voltes                          | 25                 |       |
| Ret                 | 24 | Paolo Barilla      | Minardi - Ford          | 54     | Prob. físics                        | 14                 |       |
| Ret                 | 30 | Aguri Suzuki       | Larrousse - Lamborghini | 53     | Frens                               | 18                 |       |
| Ret                 | 2  | Nigel Mansell      | Ferrari                 | 49     | Motor                               | 17                 |       |
| Ret                 | 28 | Gerhard Berger     | McLaren - Honda         | 44     | Embragatge                          | 1                  |       |
| Ret                 | 7  | Gregor Foitek      | Brabham - Judd          | 39     | Accident                            | 23                 |       |
| Ret                 | 14 | Olivier Grouillard | Osella - Ford           | 39     | Col·lisió                           | 8                  |       |
| Ret                 | 22 | Andrea de Cesaris  | Dallara - Ford          | 25     | Motor                               | 3                  |       |
| Ret                 | 1  | Alain Prost        | Ferrari                 | 21     | Pèrdua d'oli                        | 7                  |       |
| Ret                 | 16 | Ivan Capelli       | Leyton House - Judd     | 20     | Part elèctrica                      | 26                 |       |
| Ret                 | 11 | Derek Warwick      | Lotus - Lamborghini     | 6      | Caixa canvi                         | 24                 |       |
| Ret                 | 25 | Nicola Larini      | Ligier - Ford           | 4      | Accelerador                         | 13                 |       |
| Ret                 | 12 | Martin Donnelly    | Lotus - Lamborghini     | 0      | Caixa canvi                         | 19                 |       |
| DSQ                 | 26 | Philippe Alliot    | Ligier - Ford           |        | Treballs mecànics fora del pit lane |                    |       |
| NVQ                 | 35 | Stefan Johansson   | Onyx - Ford             |        |                                     |                    |       |
| NVQ                 | 21 | Gianni Morbidelli  | Dallara - Ford          |        |                                     |                    |       |
| NVQ                 | 36 | Jyrki Järvilehto   | Onyx - Ford             |        |                                     |                    |       |
| NVQ                 | 17 | Gabriele Tarquini  | AGS - Ford              |        |                                     |                    |       |
| NVQ                 | 18 | Yannick Dalmas     | AGS - Ford              |        |                                     |                    |       |
| NVQ                 | 34 | Claudio Langes     | Euro Brun - Judd        |        |                                     |                    |       |
| NVQ                 | 39 | Gary Brabham       | Life                    |        |                                     |                    |       |
| NVQ                 | 31 | Bertrand Gachot    | Coloni - Ford           |        |                                     |                    |       |

## Altres
- Volta ràpida: Gerhard Berger 1' 31. 050

- Pole: Gerhard Berger 1' 28. 664 (a la volta 34)